# Berta albiplaga
Berta albiplaga là một loài bướm đêm trong họ Geometridae.